# Carrot Top
Scott Thompson (sinh ngày 25 tháng 2 năm 1965) là một diễn viên. Ông nổi tiếng với mái tóc đỏ, hài kịch đạo cụ và hài kịch dựa vào phong cách tự ti của mình cười.
Carrot Top diễn xuất chính mình trong tập Bradley Cooper "Between Two Ferns" Zach Galifinakis trong vai Webisode đầu tiên của mình.

## Thời trẻ
Carrot Top, tên lúc sinh Scott Thompson ở Rockledge, Florida, sống ở Cocoa, Florida lúc còn trẻ. 1983, anh tốt nghiệp từ Trường trung học Cocoa và năm đó nhập học Đại học Atlantic Florida ở Boca Raton. Khi là sinh viên năm nhất tại Atlantic Florida, anh diễn tấu hài lần đầu với Josh Abelson. Hai tháng sau, anh diễn ở khu trường mình tại một đếm diễn tự do.

## Nhại lại
Carrot Top đã thường được nhại lại trong các chương trình, như Mr. Show (trong đó David Cross diễn vai "Blueberry Head"), King of the Hill ("Celery Head"), Family Guy ("Carrot Scalp;", anh cũng diễn vai khách trong sô diễn chính mình trong "Petergeist"), South Park ("Carrot Ass"), MADtv, Phineas và Ferb ("Broccoli Top"), The Suite Life on Deck ("Parsnip Top"), và Scrubs.

## Danh sách phim
- Larry the Cable Guy's Christmas Spectacular
- Gene Simmons Family Jewels
- Space Ghost Coast to Coast
- Criss Angel Mindfreak
- Scrubs
- The George Lopez Show
- Tugger: The Jeep 4x4 Who Wanted to Fly
- Chairman of the Board
- The Rules of Attraction
- Reno 911!
- Last Comic Standing